# Бродовский, Влодзимеж
Влодзимеж Бродовский (пол. Włodzimierz Brodowski; 6 декабря 1823 год ― 27 ноября 1903 года) ― польский врач, специалист в области патологической анатомии, ординарный профессор. Декан Медицинского факультета Императорского Варшавского университета.

## Биография
Влодзимеж Бродовский родился 6 декабря 1823 года в Минщине. Был выпускником Минской гимназии. В 1848 году окончил Медицинский колледж в Москве. В течение года после окончания колледжа работал в Москве в качестве ассистента в одной из городских гинекологических клиник. Позже имел врачебную практику в городах Белая Церковь, Брусилов (Волынская губерния) и Лысянка (Киевская губерния). Начиная с 1855 года изучал патологическую анатомию в Вене, Вюрцбурге и Париже. После возвращения в Россию снова работал в Лысянке, затем устроился на работу врачом в Уяздовском госпитале в Варшаве. В 1862 году был назначен адъюнкт-профессором патологической анатомии в Медико-хирургической академии в Варшаве. Позднее также некоторое время был преподавателем в Варшавской главной школе, после чего перешёл на работу в Императорский Варшавский университет, где в 1864 стал адъюнкт-профессором, а в 1865 году ― ординарным профессором. С 1869 года Бродовский занимал пост декана Медицинского факультета Варшавского университета. Также был постоянным секретарём Варшавского общества врачей, куда входили ведущие польские учёные-медики. Помимо этого был меценатом и занимал пост председателя Варшавского благотворительного общества.
Был почётным членом Польского общества врачей. В 1900 году Бродовский за свои заслуги на педагогическом и научном поприще был удостоен звания почётного доктора Ягеллонского университета в Кракове.
Скончался 27 октября 1903 года в возрасте 79 лет.
Учениками Бродовского были многие знаменитые польские врачи и учёные: Чеслав Хенцинский, Теодор Дунин, Зигмунд Ласковский, Иосиф Склодовский и прочие выдающиеся медики.